# World Championship Tennis Finals 1981
World Championship Tennis Finals 1981 byl jedenáctý ročník tenisového turnaje WCT Finals, pořádaný jako jedna z devíti událostí World Championship Tennis hraných počtvrté v rámci okruhu Grand Prix. Probíhal mezi 27. dubnem až 3. květnem na koberci dallaské haly Reunion Arena.
Na turnaj s rozpočtem 250 000 dolarů se kvalifikovalo osm tenistů. Argentinec Guillermo Vilas si zajistil účast po výhře na dubnovém River Oaks Tournament v Houstonu. Ovšem do soutěže z vlastního rozhodnutí nezasáhl. Obhájce titulu Jimmy Connors se odhlásil před začátkem pro gastroenteritidu a Yannick Noah nemohl startovat vzhledem k poranění ramena. Nahradili je tak američtí hráči Sandy Mayer a Sam Giammalva.
Potřetí za sebou prošel do finále Američan John McEnroe, jenž si druhým titulem zajistil prémii ve výši 100 000 dolarů. Ve finále přehrál Jihoafričana Johana Krieka ve třech setech. Získal tak šestý titul probíhající sezóny a celkově šedesátý druhý v kariéře.

## Finále

### Mužská dvouhra
- John McEnroe vs.  Johan Kriek, 6–1, 6–2, 6–4